# Nicolae Velea
Nicolae Velea (n. 13 aprilie 1936, Cepari, România – d. 31 ianuarie 1987, București, România) a fost un prozator și povestitor român.  

## Biografie
S-a născut ca fiu al lui Gheorghe și al Dumitrei Velea, ambii învățători. A urmat liceul la Curtea de Argeș. După cursurile Facultății de Silvicultură din Brașov, urmează și pe cele ale Facultății de Filologie din București (1953 – 1958), avându-i ca profesori pe Tudor Vianu, Alexandru Rosetti, Iorgu Iordan, Jacques Byck, Alexandru Graur, Edgar Papu. Debutează cu reportaj în Viața studențească (1957). Ca prozator va debuta un an mai târziu, cu schița Poarta în Gazeta literară. 
Între 1958 - 1963 lucrează ca redactor la Gazeta literară, fiind coleg de redacție cu Nichita Stănescu, Cezar Baltag, Paul Georgescu, Matei Călinescu, S. Damian, Gabriel Dimisianu. Primul volum de proză scurtă, Poarta, îi apare în 1960 și îl impune ca și prozator original (excesiv de original, consideră unii comentatori).  
Timp de doi ani (1964 - 1966) lucrează la Studioul cinematografic București, secția scenarii, iar din 1966 și până la sfârșitul vieții, ca redactor la revista Luceafărul. În 1965 se căsătorește cu Elena Stan, și ea absolventă a Facultății de Filologie, prozatoare (își semnează textele Ana Delea), iar în 1967, i se naște unicul fiu, Andrei Velea. 
Sănătatea lui Nicolae Velea s-a degradat continuu din cauza consumului excesiv de alcool. În noaptea de 30 spre 31 ianuarie 1987, fiind în stare avansată de ebrietate, cade în zăpadă în apropiere de Piața Scînteii și intră în șoc hipotermic. Este găsit a doua zi, însă prea târziu. 

## Opere publicate
- Poarta (1960);
- Opt povestiri (1964);
- Paznic la armonii (1965);
- Zbor jos (1968);
- Cutia cu greieri (1970);
- În război un pogon cu flori (1972);
- Vorbă-n colțuri și rotundă (1973);
- Dumitraș și cele două zile (1974);
- Călător printre înțelepciuni (1975);
- Întâlnire târzie (1981).